# Gonam
Il Gonam (in russo  Гонам?; in lingua sacha: Гуонаам) è un fiume della Russia siberiana orientale (Sacha-Jacuzia e Territorio di Chabarovsk), affluente di sinistra dell'Učur.
Nasce dal versante settentrionale dei monti Stanovoj, correndo con direzione mediamente nord-orientale attraverso l'altopiano dell'Aldan; non incontra nessun centro urbano di qualche rilievo. I principali affluenti sono Sutam e Algama dalla destra idrografica, Ytymdža (121 km) dalla sinistra; nell'intero bacino si trovano circa 1 800 laghi.
Il Gonam, analogamente a tutti i corsi d'acqua del bacino, gela per lunghi periodi ogni anno (mediamente, da fine ottobre a metà maggio).